# 張維中
張 維中（ちょう いちゅう、英語名 : Riichi Chang または Riichi Chou）は東京在住の台湾人小説家、随筆家。

## 来歴・人物
台湾・台北市生まれ。台湾東呉大学英文学学科卒業。文化大学大学院英文学修了。日本早稲田大学別科日本語専修修了。東京デザイン専門学校雑誌編集デザイン学科卒業。
2005年〜2006年に東呉大学中国文学科講師として勤め、「現代散文」、「現代小說」、「比較文学」などの講義を担当していた。
大学在学中の1997年、小説「靜界 (静かな世界)」が台湾教育部（日本の文科省に相当）文学賞を受賞。その年の7月からは台湾の大手新聞「中國時報」で長編小説「岸上的心 (岸辺の心)」の連載を開始し、翌月には書籍として刊行され文壇にデビューすることになる。更に12月には随筆「白色雨季 (雨が止まない季節)」が梁實秋散文賞を受賞した。
その後、長編小説、短編小説集、随筆などを次々に出版し、台湾各界の多くの賞を受賞する。
2008年からは東京に拠点を置いて執筆活動をしており、それ以降の随筆は東京をテーマとしたものが多く、東京を中心とした日本各地の魅力を伝える旅行ガイドブックなども著している。
2009年から、台湾・香港向けの訪日旅行メディア「步步日本（ブーブーニホン）」の編集長としても活動。
また、2010年からは大阪の映像制作会社による台湾向けネット観光番組「張維中の大阪、我来了！」などの動画にも、リポーターとして多く出演している。
2019年、「麒麟湯」文化部（日本の文部科学省に類似）は第43回「金鼎奨（Golden Tripod Awards）」（児童及少年図書奨部門）を受賞した。金鼎奨は台湾出版業界を対象とし、優れた出版社、出版関係者、創作者などに贈る賞。

## 主な作品

### 長編小説
- 「岸上的心」（1997年）
- 「三明治俱樂部」（2003年）
- 「九層之家」（2004年）
- 「大好時光 : 三明治俱樂部2」（2005年）
- 「無影者」（2012年）
- 「恋愛成就」（2015年）
- 「餐桌的臉」（2017年）
- 「不在一起不行嗎？」（2021年）
- 「划船去摘星」（2024年）

### 短編小説集
- 「501，紅標男孩」（1999年）
- 「帶著水母去流浪」（2000年）
- 「戀戀真夏」（2002年）
- 「讓飛魚去憂傷」（2005年）
- 「天地無用」（2007年）

### エッセイ集
- 「流光旅途」（2000年）※初版のタイトルは「Sayonara Bus」
- 「不是太堅強」（2006年）
- 「東京開學：出發吧！30代的新生活」（2009年）
- 「東京上手辭典」（2010年）
- 「夢中見」（2013年）
- 「東京模様」（2016年）
- 「東京直送」（2020年）
- 「東京男子部屋」（2023年）

### 旅行エッセイ・旅行ガイドブック
- 「台北國際航線」（2002年）
- 「飛導遊：六年級生與台北城的時空對話」（2003年）
- 「東京等等我」（2010年）
- 「半日東京」（2012年）
- 「日本・一日遠方」（2013年）
- 「東京，半日慢行」（2015年）※「半日東京」更新版
- 「日本・愛的魔幻旅行」（2015年）
- 「日本・三日秘境」（2017年）※「日本・愛的魔幻旅行」更新版
- 「東京小路亂撞」（2018年）
- 「日本小鎮時光」（2019年）
- 「日本，一日遠方：發現隱藏版的日本！36個一定要走的經典輕旅行（暢銷增訂版）」（2020年）
- 「東京半日慢行 (暢銷新增版)： 一日不足夠，半日也幸福，走進脫胎換骨的東京！」（2022年）
- 「日本小鎮時光：從尾道出發，繞行日本最愛的山城、海濱、小鎮（暢銷增訂版）」（2023年）
- 「日本，旅人的形狀 ：從長野出發，東北下車，33種日本在地人的自遊之道」（2024年）

### 児童文学
- 「看我七十二變 (張曼娟奇幻學堂系列)」（2006年）
- 「野蠻遊戲 (張曼娟成語學堂系列1 )」（2008年）
- 「完美特務 (張曼娟成語學堂系列2 )」（2009年）
- 「讓我們看雲去 (張曼娟唐詩學堂系列)」（2010年）
- 「麒麟湯（張曼娟文學繪本系列）」（2018年）

## ネット動画への出演
大阪の映像制作会社によるYouTubeチャンネル「LetsJapanCh」が台湾向けに配信する動画に多く出演している。
- 「張維中の大阪、我来了！」PART 1〜9（2010年9月 - 2011年10月）YouTube再生リスト「日本 大阪」

- 「張維中の日本・丹後我来了！」PART 1〜3（2012年11月 - 2013年5月）YouTube再生リスト「日本 京都」

- 「登上世界最長吊橋的頂端 ～兵庫之旅～」（2014年6月）YouTube
- 「探訪日本第一古老的神社 ～兵庫之旅～」（2014年7月）YouTube

台湾人 in Japan YouTubeチャンネル多く出演している。（2021年）
YouTube

## 参考サイト
- 張維中公式サイト＞JPN＞about - 公式サイト内の日本語によるプロフィール